# Leyte
Leyte je otok u središnjem dijelu Filipina u regiji Istočni Visayas.
Otok je podijeljeno na 2 provincije: Leyte i Južni Leyte. Na nekim mjestima je samo 2 kilometra udaljen od susjednog otoka Samar. Otok i provincija Biliran spojeni su mostom s otokom Leyte.
Leyte ima površinu od 7368 km² i 1,950.000 žitelja. Uglavnom je prekriven šumom i sastoji se od planina. Na otoku se nalazi važna geotermalna elektrana. Najveći grad je Tacloban s 178,639 stanovnika.
U vodama oko otoka se od 17. listopada do 31. prosinca 1944. odigrala velika pomorska bitka u Drugom svjetskom ratu između američke i japanske mornarice. To je bila najveća pomorska bitka Drugog svjetskog rata i jedna od najvećih pomorskih bitaka ikada. U kasnijim borbama za sam otok 70 000 Japanaca ranilo je 12 000 i ubilo 3 500 (od ukupno 250 000) američkih vojnika, ali ih se samo 5 000 vratilo nakon rata u Japan.
Ovdje je nastao ples tinikling, popularan na Filipinima.